# Haret (Mondkrater)
Haret ist ein Einschlagkrater auf der Mondrückseite.
Haret liegt im Süden der erdabgewandten Seite, östlich des großen Kraters Poincaré, ungefähr auf halbem Wege zwischen Cabannes und Abbe. 
Der Kraterrand ist nahezu kreisrund mit Einschlägen im Südwesten und Nordosten. Der Höhenunterschied zwischen Kraterwall und Kraterboden liegt bei 2,88 km.
Im Kraterinneren befindet sich ein zirka 460 m hoher Zentralberg.
Haret hat zwei Nebenkrater:
| Buchstabe | Position            | Durchmesser | Link |
| --------- | ------------------- | ----------- | ---- |
| C         | 57,6° S, 173,7° W   | 28 km       |      |
| Y         | 56,07° S, 176,86° W | 29 km       |      |

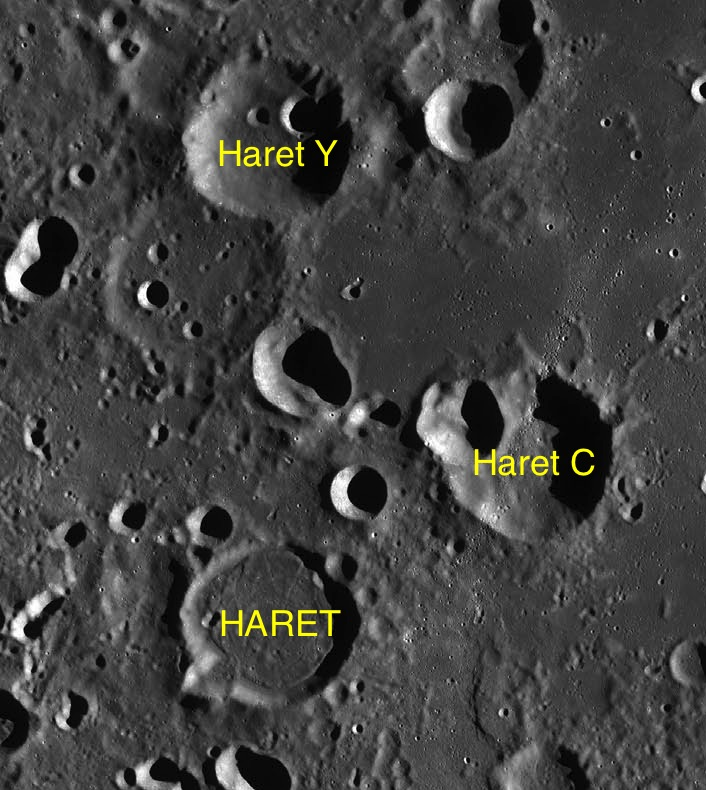
Haret mit seinen Nebenkratern

Der Krater wurde 1970 von der IAU offiziell nach dem rumänischen Mathematiker, Astronomen und Politiker Spiru Haret benannt.